# Pelicar
Pelicar est le roi guanche (mencey) du Menceyato de Icod, à Tenerife, à l'époque de l'invasion espagnole (1494-1496).
Pelicar s’allie à Bencomo, mencey de Taoro, pour repousser l'invasion espagnole en 1494, rejoignant ainsi le parti de la guerre. Cependant José de Viera y Clavijo, historien et ecclésiastique espagnol duXVIIIe siècle, conteste cette alliance. Après la victoire espagnole en 1496, Pelicar et les menceys survivants livrent leurs territoires aux Espagnols, durant l'épisode connu en Espagne sous le nom de Paz de Los Realejos. Pelicar est ensuite emmené à la cour des Rois Catholiques par Alonso Fernández de Lugo, ainsi que six autres menceys survivants. Il aurait été vendu comme esclave au majordome royal Pedro Patiño qui avait été désigné pour être son geôlier, mais il fut affranchi peu de temps après sur ordre royal. Son sort ultérieur n'est pas connu avec précision, mais il est probable qu'il finit ses jours en homme libre à Séville.

## Autres rois de Tenerife

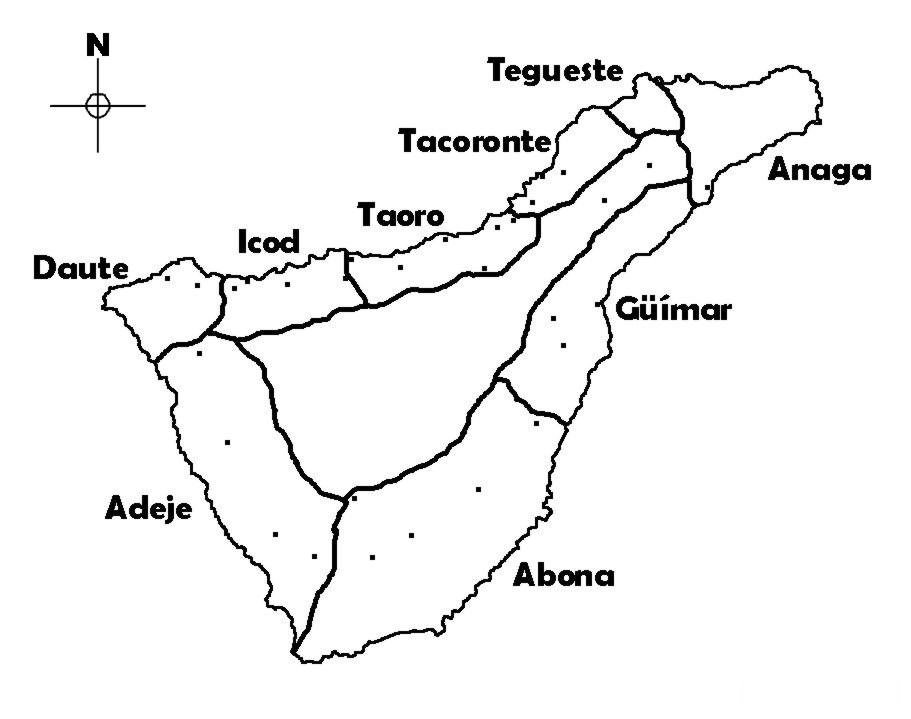
Menceyatos de Tenerife

Cent ans avant la conquête, Tinerfe régnait sur toute l'île unifiée de Tenerife.
À l'époque de la conquête espagnole, l'île de Tenerife comptait 8 autres menceyes :
- Acaimo : (Menceyato de Tacoronte).
- Adjoña : (Menceyato de Abona).
- Añaterve : (Menceyato de Güímar).
- Bencomo : (Menceyato de Taoro) - puis Bentor, à la mort de Bencomo.
- Beneharo : (Menceyato de Anaga).
- Pelinor : (Menceyato de Adeje).
- Romen : (Menceyato de Daute).
- Tegueste : (Menceyato de Tegueste).